# Вальди
Вальди (нем. Waldi) — талисман XX летних Олимпийских игр, проходивших в 1972 году в Мюнхене, Германия. Представляет собой таксу-кобеля голубого цвета, одетую в яркую полосатую майку.
XX летние Олимпийские игры в Мюнхене стали первыми играми, имевшими официальный талисман (маскот). Инициатором выбора в качестве талисмана собаки породы такса был президент НОК ФРГ и организатор игр Вилли Дауме, который сам был хозяином такой собаки. Выбор таксы был обусловлен её подвижностью и выносливостью, а также тем, что собака этой породы считалась типичным домашним животным мюнхенцев.
Летом 1970 года Вилли Дауме объявил о том, что у игр появится официальный талисман, и что им будет именно такса. Дауме также сообщил имя собаки — Олимпия-Вальди.
Руководителем группы, отвечавшей за дизайн XX Олимпийских игр, был немецкий дизайнер Отл Айхер. По замыслу Айхера Вальди должна была стать скорее игрушкой, чем сувениром, и при этом быть непохожей на уже существовавших игрушечных такс. Он установил стандарты размера, формы и цветов талисмана, в частности были исключены красный и чёрный цвета, отождествляемые с нацизмом. Кроме того, минимальная длина производимых на основе модели фигурок должна была составлять 12,5 см, чтобы на груди собаки можно было разглядеть олимпийскую эмблему. Непосредственным разработчиком Вальди стала Елена Винчерманн (Elena Winschermann).
Концепция талисмана была представлена СМИ в январе 1971 года и в целом встретила положительную реакцию. Производители выпускали фигурки Вальди примерно в полутора десятках вариантов, не все из которых были одобрены Айхером и Винчерманн (существовали варианты фигурки на колёсах, фигурки, виляющей хвостом, и т. д.). Согласно оценкам было продано около двух миллионов Вальди в более чем 20 странах. Кроме того, изображение таксы появлялось на одежде, посуде, плакатах.
Также трасса марафона на Олимпиаде, проложенная через центр Мюнхена, следовала очертаниям собаки.